# Кошаєць (Сохачевський повіт)
Кошаєць (пол. Koszajec) — село в Польщі, у гміні Рибно Сохачевського повіту Мазовецького воєводства.
Населення — 62 особи (2011).
У 1975-1998 роках село належало до Скерневицького воєводства.

## Демографія
Демографічна структура станом на 31 березня 2011 року:
|          | Загалом | Допрацездатний вік | Працездатний вік | Постпрацездатний вік |
| -------- | ------- | ------------------ | ---------------- | -------------------- |
| Чоловіки | 32      | 4                  | 23               | 5                    |
| Жінки    | 30      | 5                  | 18               | 7                    |
| Разом    | 62      | 9                  | 41               | 12                   |